# 面板五虎
面板五虎是指台灣生產TFT-LCD面板的五家主要廠商，最早出現在2002年，當時的五家主要廠商包括：友達光電、奇美電子、廣輝電子、中華映管、瀚宇彩晶。
2003年群創光電成立後，亦常被與原先之面板五虎五家廠商一同被列出，但直到2006年，廣輝電子被併入友達光電，群創光電取代之成為面板五虎之一；2006年後五家主要的廠商包括：友達光電、奇美電子、群創光電、中華映管、瀚宇彩晶。
2010年，奇美電子被併入群創光電，台灣的主要面板製造廠商只剩下：友達光電、群創光電、中華映管、瀚宇彩晶，因此「面板五虎」一詞便很少再被使用。

## 相關
- 友達光電
- 群創光電
- 中華映管
- 瀚宇彩晶